# Квитко, Лев Моисеевич
Лев (Лейб) Моисе́евич Кви́тко (идиш לייב קוויטקאָ‎‎; 15 октября 1890 — 12 августа 1952) — еврейский советский поэт (писал на идише).

## Биография
Родился в местечке Голосков Подольской губернии (ныне село Голосково Николаевской области Украины; часто местом рождения писателя ошибочно называют село Голосков Хмельницкой области), по документам — 11 ноября 1890 года, но точной даты своего рождения не знал и называл предположительно 1893 или 1895 год. Рано осиротел, воспитывался бабушкой, некоторое время учился в хедере, с детства был вынужден работать. Стихи начал писать с 12 лет (или, возможно, раньше — из-за путаницы с датой его рождения). Первая публикация — в мае 1917 года в социалистической газете «Дос фрайе ворт» («Свободное слово»). Первый сборник — «Лидэлэх» («Песенки», Киев, 1917).
С середины 1921 года жил и публиковался в Берлине, затем в Гамбурге, где работал в советском торговом представительстве, печатался как в советских, так и в западных периодических изданиях. Здесь же вступил в германскую компартию, вёл коммунистическую агитацию среди рабочих. В 1925 году, опасаясь ареста, переехал в СССР. Выпустил множество книг для детей (только за 1928 год вышло 17 книг).
Из советских еврейских писателей Лев Квитко, наверное, самый популярный. Известность он получил главным образом благодаря своим детским стихотворениям. Но, говоря о мастерстве Квитко, критики нередко забывали, что его изумительные, признанные классическими стихи, на которых выросло несколько поколений советской детворы, — только одна из граней его таланта.Литературовед Г. Ременик.
За едкие сатирические стихи, опубликованные в журнале «Ди ройтэ вэлт» («Красный мир»), был обвинён в «правом уклоне» и исключён из редакции журнала. В 1931 году поступил рабочим на Харьковский тракторный завод. Затем продолжил профессиональную литературную деятельность. Делом всей жизни Лев Квитко считал автобиографический роман в стихах «Юнгэ йорн» («Годы молодые»), над которым работал тринадцать лет (1928—1941, первая публикация: Каунас, 1941, на русском языке вышел только в 1968 году).
С 1936 года жил в Москве на ул. Маросейка, д. 13, кв. 9. В 1939 году вступил в ВКП(б).
В годы войны был членом президиума Еврейского антифашистского комитета (ЕАК) и редколлегии газеты ЕАК «Эйникайт» («Единство»), в 1947—1948 годах — литературно-художественного альманаха «hэймланд» («Родина»). Весной 1944 года по заданию ЕАК был командирован в Крым.
Арестован 23 января 1949 года в числе других еврейских деятелей по 
делу ЕАК. 18 июля 1952 года обвинён Военной коллегией Верховного суда СССР в измене Родине и приговорён к высшей мере наказания. 12 августа 1952 года расстрелян. Место захоронения — Москва, Донское кладбище. Посмертно реабилитирован ВКВС СССР 22 ноября 1955 года.

## Переводы
Лев Квитко — автор ряда переводов на идиш с украинского, белорусского и других языков. Стихи самого Квитко переведены на русский язык А. Ахматовой, Б. Заходером, С. Маршаком, С. Михалковым, Е. Благининой, М. Светловым и другими.
На текст стихотворения Л. Квитко «Скрипочка» (в переводе М. Светлова) написана вторая часть Шестой симфонии Моисея Вайнберга.
На текст стихотворения «Письмо Ворошилову» (в переводе М. Светлова) написана и в 1936 году издана песня Самуила Фейнберга.

## Награды
- орден Трудового Красного Знамени (31.01.1939)

## Издания на русском языке
- В гости. М.-Л.: Детиздат, 1937

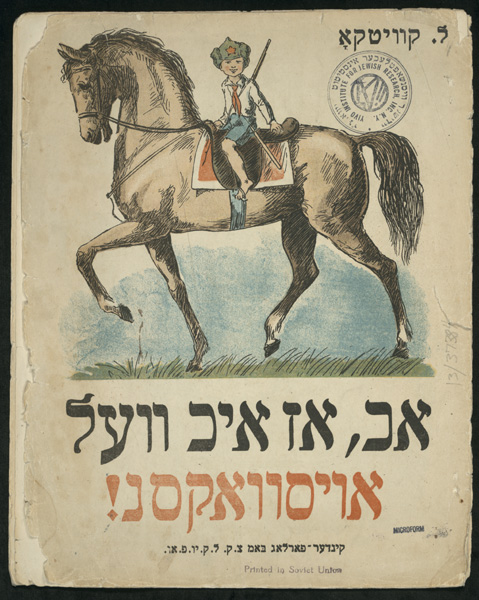
Обложка детской книги Л. М. Квитко на идише «Когда я вырасту»

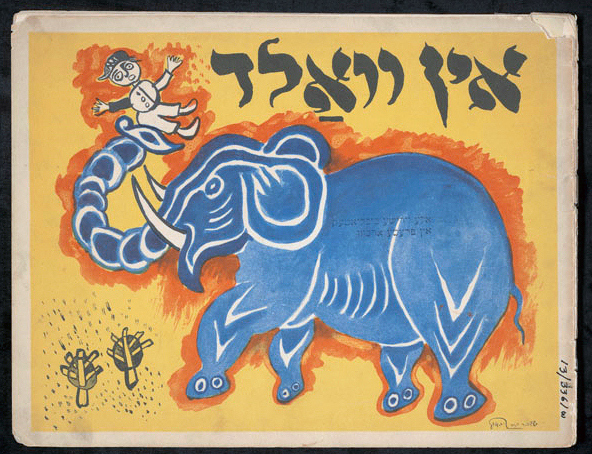
Обложка ещё одной детской книжки

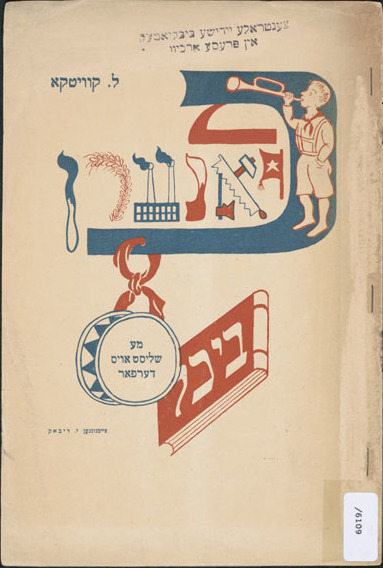
Детская книжка, художник Иссахар-Бер Рыбак

- Когда я вырасту. М.: Детиздат, 1937
- В лес. М.: Детиздат, 1937
- Письмо Ворошилову. М., 1937 Рис. В. Конашевича
- Письмо Ворошилову. М., 1937. Рис. М. Родионова
- Стихи. М.-Л.: Детиздат, 1937
- Качели. М.: Детиздат, 1938
- Красная армия. М.: Детиздат, 1938
- Лошадка. М.: Детиздат, 1938
- Лям и Петрик. М.-Л.: Детиздат, 1938
- Стихи. М.-Л.: Детиздат, 1938
- Стихи. М.: Правда, 1938
- В гости. М.: Детиздат, 1939
- Колыбельная. М., 1939. Рис. М. Горшмана
- Колыбельная. М., 1939. Рис. В. Конашевича
- Письмо Ворошилову. Пятигорск, 1939
- Письмо Ворошилову. Ворошиловск, 1939
- Письмо Ворошилову. М., 1939
- Михасик. М.: Детиздат, 1939
- Разговор. М.-Л.: Детиздат, 1940
- Ахахи. М.: Детиздат, 1940
- Разговоры с близким. М.: Гослитиздат, 1940
- Красная армия. М.-Л.: Детиздат, 1941
- Здравствуйте. М., 1941
- Военная игра. Алма-Ата, 1942
- Письмо Ворошилову. Челябинск, 1942
- В гости. М.: Детгиз, 1944
- Лошадка. М.: Детгиз, 1944
- На санках. Челябинск, 1944
- Весна. М.-Л.: Детгиз, 1946
- Колыбельная. М., 1946
- Лошадка. М.: Детгиз, 1947
- История про коня и про меня. Л., 1948
- Лошадка. Ставрополь, 1948
- Скрипочка. М.-Л.: Детгиз, 1948
- К солнцу. М.: Дер Эмес, 1948
- Моим друзьям. М.: Детгиз, 1948
- Стихи. М.: Советский писатель, 1948.
- Стихотворения. — М.: Художественная литература, 1964. — 264 с., 20 000 экз.
- Два друга. М.: Детская литература, 1980.

## Семья
Жена — Берта Самойловна (? — 1989). Дочь Иэта (Етта).